# Igé (Saona i Loira)
Igé és un municipi francès, situat al departament de Saona i Loira i a la regió de Borgonya - Franc Comtat. L'any 2007 tenia 866 habitants.

## Demografia

### Població
El 2007 la població de fet d'Igé era de 866 persones. Hi havia 340 famílies, de les quals 76 eren unipersonals (36 homes vivint sols i 40 dones vivint soles), 124 parelles sense fills, 132 parelles amb fills i 8 famílies monoparentals amb fills.
La població ha evolucionat segons el següent gràfic:
Habitants censats

### Habitatges
El 2007 hi havia 407 habitatges, 346 eren l'habitatge principal de la família, 35 eren segones residències i 26 estaven desocupats. 378 eren cases i 28 eren apartaments. Dels 346 habitatges principals, 284 estaven ocupats pels seus propietaris, 52 estaven llogats i ocupats pels llogaters i 10 estaven cedits a títol gratuït; 2 tenien una cambra, 14 en tenien dues, 48 en tenien tres, 91 en tenien quatre i 191 en tenien cinc o més. 247 habitatges disposaven pel capbaix d'una plaça de pàrquing. A 119 habitatges hi havia un automòbil i a 198 n'hi havia dos o més.

### Piràmide de població
La piràmide de població per edats i sexe el 2009 era:
| Homes | Edats   | Dones |
| ----- | ------- | ----- |
| 0     | 95 o +  | 0     |
| 0     | 90 a 94 | 0     |
| 0     | 85 a 89 | 0     |
| 8     | 80 a 84 | 8     |
| 20    | 75 a 79 | 20    |
| 16    | 70 a 74 | 20    |
| 28    | 65 a 69 | 28    |
| 16    | 60 a 64 | 20    |
| 28    | 55 a 59 | 20    |
| 20    | 50 a 54 | 36    |
| 32    | 45 a 49 | 16    |
| 32    | 40 a 44 | 32    |
| 40    | 35 a 39 | 60    |
| 24    | 30 a 34 | 20    |
| 8     | 25 a 29 | 12    |
| 12    | 20 a 24 | 12    |
| 36    | 15 a 19 | 28    |
| 12    | 10 a 14 | 44    |
| 24    | 5 a 9   | 16    |
| 12    | 0 a 4   | 20    |

## Economia
El 2007 la població en edat de treballar era de 559 persones, 437 eren actives i 122 eren inactives. De les 437 persones actives 417 estaven ocupades (228 homes i 189 dones) i 20 estaven aturades (7 homes i 13 dones). De les 122 persones inactives 51 estaven jubilades, 42 estaven estudiant i 29 estaven classificades com a «altres inactius».

### Ingressos
El 2009 a Igé hi havia 351 unitats fiscals que integraven 892,5 persones, la mediana anual d'ingressos fiscals per persona era de 20.184 €.

### Activitats econòmiques
Dels 41 establiments que hi havia el 2007, 1 era d'una empresa extractiva, 2 d'empreses alimentàries, 1 d'una empresa de fabricació de material elèctric, 3 d'empreses de fabricació d'altres productes industrials, 8 d'empreses de construcció, 5 d'empreses de comerç i reparació d'automòbils, 2 d'empreses de transport, 7 d'empreses d'hostatgeria i restauració, 5 d'empreses de serveis, 5 d'entitats de l'administració pública i 2 d'empreses classificades com a «altres activitats de serveis».
Dels 12 establiments de servei als particulars que hi havia el 2009, 1 era una oficina de correu, 1 taller de reparació d'automòbils i de material agrícola, 2 paletes, 2 guixaires pintors, 1 fusteria, 2 lampisteries, 1 perruqueria i 2 restaurants.
Dels 2 establiments comercials que hi havia el 2009, 1 era una botiga de menys de 120 m² i 1 una botiga de material de revestiment de parets i terra.
L'any 2000 a Igé hi havia 52 explotacions agrícoles que ocupaven un total de 448 hectàrees.

## Equipaments sanitaris i escolars
El 2009 hi havia una escola elemental.

## Poblacions més properes
El següent diagrama mostra les poblacions més properes.